# .ac
.ac è il dominio di primo livello nazionale assegnato all'Isola di Ascensione.
Appare per la prima volta on-line nel 1997.